# Kitchenblock – Tödliches Sommercamp
Kitchenblock – Tödliches Sommercamp (Originaltitel: russisch Пищеблок) ist eine russische Horrorserie, basierend auf dem Roman Pishcheblok von Alexei Wiktorowitsch Iwanow. Die Premiere der Serie erfolgte am 19. Mai 2021 auf dem russischen Streamingdienst KinoPoisk HD. Im deutschsprachigen Raum findet die Erstausstrahlung der Serie seit dem 14. Juli 2022 auf dem Pay-TV-Sender RTL Passion statt.

## Handlung
Während die Menschen im ganzen Land gespannt die Olympischen Sommerspiele von 1980 verfolgen, die in der UdSSR ausgetragen werden, spielen sich im Pionierlager „Burevestnik“ an der Wolga seltsame und furchterregende Dinge ab. Mitten in der Nacht verschwinden Kinder auf mysteriöse Weise, die zwar wieder zurückkehren, jedoch wie ausgewechselt wirken. Angezogen von der sommerlichen Freiheit und voneinander, bemerken die Betreuer nicht, dass unter ihrer Aufsicht, die unheimlichen Statuen um sie herum zum Leben erwachen. Und die Leitung des Pionierlagers tut weiterhin so, als sei alles in bester Ordnung. Die Situation wird immer bedrohlicher und der junge pfiffige Pionier Walerka sowie der Betreuer Igor gehen den Geschehnissen um „Burevestnik“ auf den Grund. Jedoch gilt es zunächst zu klären, ob überhaupt noch jemand im Pionierlager vertrauenswürdig ist. Eins ist indes klar, unter den Teilnehmern weilen blutsaugende Vampire. Stellen sich am Ende doch die Gruselgeschichten vom gemeinsamen Lagerfeuer als Wahr heraus? Und worin besteht die wahre Motivation von Walerka am Pionierlager teilzunehmen? Jedenfalls hat jetzt die oberste Priorität dem Ganzen ein Ende zu setzen.

## Besetzung und Synchronisation
Die deutschsprachige Synchronisation entstand nach den Dialogbüchern von Otto Strecker und Kristina Papst sowie unter der Dialogregie von Otto Strecker durch die Synchronfirma Level 45 in Berlin.
| Figur                                     | Darsteller                         | Deutscher Sprecher |
| ----------------------------------------- | ---------------------------------- | ------------------ |
| Walerka Lagunow                           | Pjotr Timofejewitsch Natarow       | Emil Graf          |
| Igor Alexandrowitsch Korsuchin            | Daniil Alexejewitsch Werschinin    | Sascha Werginz     |
| Weronika Genrichowna Neswetowa            | Angelina Sergejewna Stretschina    | Franziska Trunte   |
| Natalja Borissowna „Swistucha“ Swistunowa | Irina Sergejewna Pegowa            | Jana Kozewa        |
| Ljowa Chlopow                             | Fjodor Wladislawowitsch Fedossejew | Oliver Szerkus     |
| Irina Kopylowa                            | Jana Jurjewna Gladkich             | Lana Finn Marti    |
| Sascha Plotkin                            | Denis Andrejewitsch Paramonow      | Julian Tennstedt   |
| Baba Njura / Anna Samygina                | Natalja Iwanowna Potapowa          | Claudia Lietz      |
| Denis Lagunow                             | Ilja Romanowitsch Korobko          | Michael Gugel      |
| Muchin                                    | Anton Djagilew                     | Tom Sielemann      |
| Titjapkin                                 | Sergei Sergejewitsch Grusinow      | Linus Drews        |
| Serjoscha Domratschew                     | Arseni Mursin                      | Ben Hadad          |
| Beklja                                    | Alexander Romanowitsch Nowikow     | Vincent Borko      |
| Wenka Gelbitsch                           | Nikita Olegowitsch Manez           | Finn Posthumus     |
| Anna Sergejewna Leontjewa                 | Wiktorija Nikolajewna Poltorak     | Anna Dramski       |
| Anastasija Serguschina                    | Marija Abramowa                    | Celina Gaschina    |
| Matwei                                    | Alexei Jurjewitsch Kirsanow        | Kaze Uzumaki       |
| Ninotschka                                | Marija Andrejewna Klimowa          | Katharina Spiering |
| Roll                                      | Jakow Kiselewitsch                 | Robin Marienfeld   |
| Walentin Sergejewitsch Nosatow            | Timofei Wladimirowitsch Tribunzew  |                    |
| Serp Iwanowitsch Ieronow                  | Sergei Kajumowitsch Schakurow      |                    |
| Iwan Palytsch Kapustin                    | Dmitri Anatoljewitsch Blochin      |                    |
| Nikolai Petrowitsch Kolybalow             | Nikolai Wladimirowitsch Fomenko    |                    |
| Dimon Malosolow                           | Nikita Sergejewitsch Kologriwy     |                    |

## Episodenliste

### Staffel 1
| Nr. | Deutscher Titel   | Originaltitel | Erstveröffentlichung (Russland) | Deutschsprachige Erstausstrahlung (D/A/CH) |
| --- | ----------------- | ------------- | ------------------------------- | ------------------------------------------ |
| 1   | Auf in den Sommer | 1 серия       | 19. Mai 2021                    | 14. Juli 2022                              |
| 2   | Die Entdeckung    | 2 серия       | 19. Mai 2021                    | 14. Juli 2022                              |
| 3   | Geheimnisse       | 3 серия       | 27. Mai 2021                    | 21. Juli 2022                              |
| 4   | Keine Hilfe       | 4 серия       | 3. Juni 2021                    | 28. Juli 2022                              |
| 5   | Vampirmädchen     | 5 серия       | 10. Juni 2021                   | 4. Aug. 2022                               |
| 6   | Das Spiel         | 6 серия       | 17. Juni 2021                   | 11. Aug. 2022                              |
| 7   | Die Falle         | 7 серия       | 24. Juni 2021                   | 25. Aug. 2022                              |
| 8   | Das Opfer         | 8 серия       | 1. Juli 2021                    | 1. Sep. 2022                               |

### Spezial
| Nr. | Deutscher Titel | Originaltitel  | Erstveröffentlichung (Russland) | Deutschsprachige Erstausstrahlung (D/A/CH) |
| --- | --------------- | -------------- | ------------------------------- | ------------------------------------------ |
| 1   | —               | Фильм о фильме | 4. Juli 2021                    | —                                          |